# Corte d'appello di Firenze

Territorio del distretto di corte d'appello di Firenze

Il distretto della Corte d'appello di Firenze è formato dai circondari dei  Tribunali ordinari di Arezzo, Firenze, Grosseto, Livorno, Lucca, Pisa, Pistoia, Prato e Siena.
Sempre sul territorio dell'attuale regione Toscana i Comuni della Provincia di Massa e Carrara (Tribunale di Massa) fanno capo alla Corte d'appello di Genova.
Fino al 1923 esisteva anche il distretto della Corte d'appello di Lucca, cui facevano capo i circondari di Lucca, Pisa e Livorno. 

## Competenza territoriale civile e penale degli uffici del distretto
Le circoscrizioni territoriali sono aggiornate al testo della legge 27 febbraio 2015, n. 11 e dei decreti ministeriali 22 aprile 2015 e 27 maggio 2016.

## Tribunale di Arezzo

### Giudice di pace di Arezzo
Anghiari, Arezzo, Badia Tedalda, Bibbiena, Bucine, Capolona, Caprese Michelangelo, Castel Focognano, Castel San Niccolò, Castelfranco di Sopra, Castiglion Fibocchi, Castiglion Fiorentino, Cavriglia, Chitignano, Chiusi della Verna, Civitella in Val di Chiana, Cortona, Foiano della Chiana, Loro Ciuffenna, Laterina, Lucignano, Marciano della Chiana, Monte San Savino, Montemignaio, Monterchi, Montevarchi, Ortignano Raggiolo, Pergine Valdarno, Pian di Scò, Pieve Santo Stefano, Poppi, Pratovecchio, San Giovanni Valdarno, Sansepolcro, Sestino, Stia, Subbiano, Talla, Terranuova Bracciolini

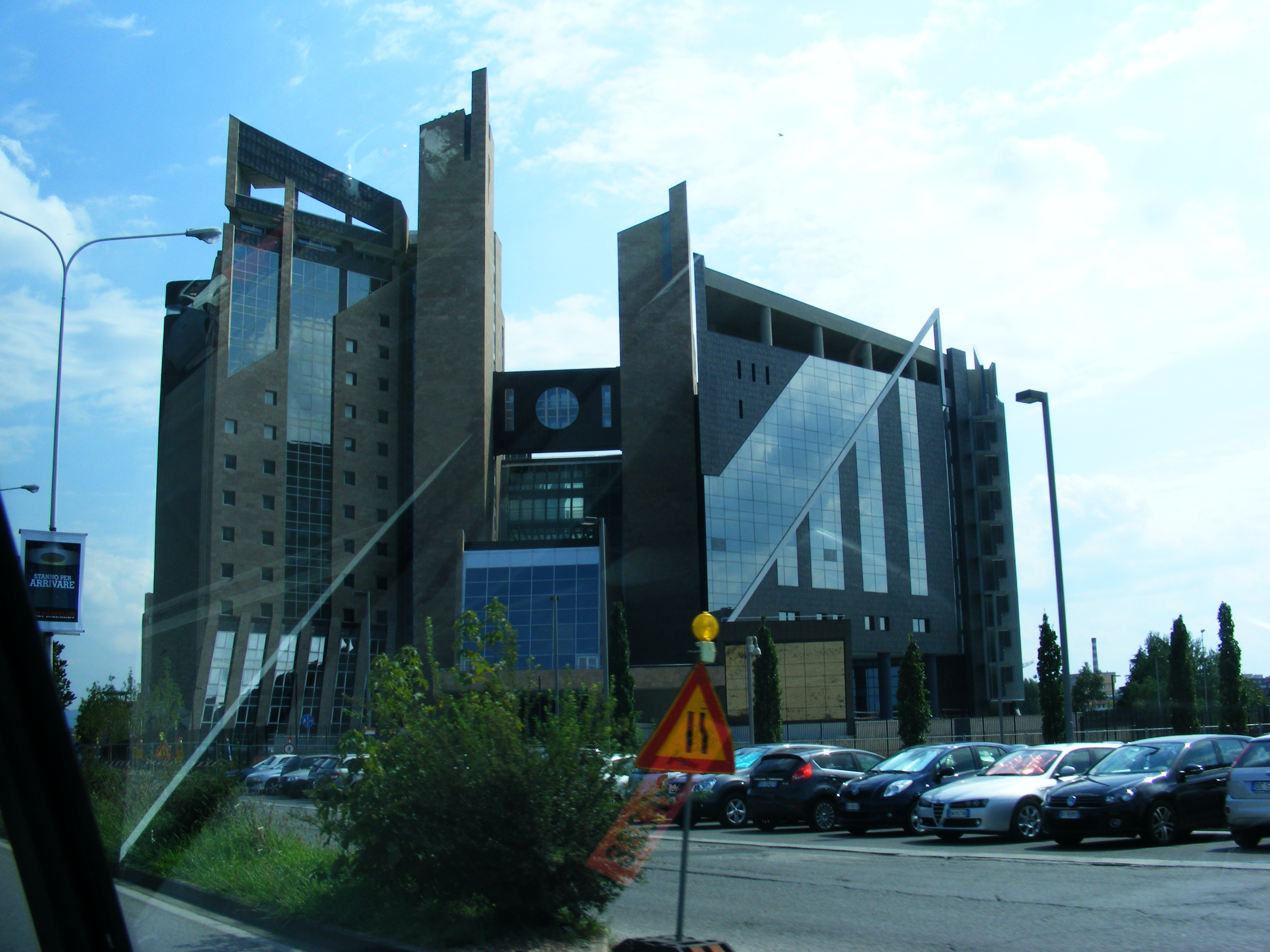
Palazzo di giustizia di Firenze

## Tribunale di Firenze

### Giudice di pace di Empoli[4]
Capraia e Limite, Castelfiorentino, Cerreto Guidi, Certaldo, Empoli, Fucecchio, Gambassi Terme, Montaione, Montelupo Fiorentino, Montespertoli, Vinci

### Giudice di pace di Firenze
Bagno a Ripoli, Barberino di Mugello, Barberino Tavarnelle, Borgo San Lorenzo, Campi Bisenzio, Dicomano, Fiesole, Figline Valdarno, Firenze, Firenzuola, Greve in Chianti, Impruneta, Incisa in Val d'Arno, Lastra a Signa, Londa, Marradi, Palazzuolo sul Senio, Pelago, Pontassieve, Reggello, Rignano sull'Arno, Rufina, San Casciano in Val di Pesa, San Godenzo, San Piero a Sieve, Scandicci, Scarperia, Sesto Fiorentino, Signa, Vaglia, Vicchio

## Tribunale di Grosseto

### Giudice di pace di Arcidosso
Arcidosso, Castel del Piano, Castell'Azzara, Cinigiano, Roccalbegna, Santa Fiora, Seggiano, Semproniano

### Giudice di pace di Grosseto
Campagnatico, Capalbio, Castiglione della Pescaia, Civitella Paganico, Follonica, Gavorrano, Grosseto, Isola del Giglio, Magliano in Toscana, Manciano, Massa Marittima, Monte Argentario, Monterotondo Marittimo, Montieri, Orbetello, Pitigliano, Roccastrada, Scansano, Scarlino, Sorano

## Tribunale di Livorno
- Tribunale, sede centrale: Bibbona, Campiglia Marittima, Capraia Isola, Casale Marittimo, Castagneto Carducci, Castellina Marittima, Cecina, Collesalvetti, Guardistallo, Livorno, Montescudaio, Monteverdi Marittimo, Piombino, Riparbella, Rosignano Marittimo, San Vincenzo, Sassetta, Suvereto
- Tribunale, sezione distaccata di Portoferraio:[5] Campo nell'Elba, Capoliveri, Marciana, Marciana Marina, Porto Azzurro, Portoferraio, Rio Marina, Rio nell'Elba

### Giudice di pace di Cecina
Bibbona, Casale Marittimo, Castagneto Carducci, Castellina Marittima, Cecina, Guardistallo, Montescudaio, Monteverdi Marittimo, Riparbella, Rosignano Marittimo, Sassetta

### Giudice di pace di Livorno
Capraia Isola, Collesalvetti, Livorno

### Giudice di pace di Piombino
Campiglia Marittima, Piombino, San Vincenzo, Suvereto

### Giudice di pace di Portoferraio
Campo nell'Elba, Capoliveri, Marciana, Marciana Marina, Porto Azzurro, Portoferraio, Rio Marina, Rio nell'Elba

## Tribunale di Lucca

### Giudice di pace di Castelnuovo di Garfagnana
Barga, Camporgiano,  Careggine, Castelnuovo di Garfagnana, Castiglione di Garfagnana, Fabbriche di Vallico, Fosciandora, Gallicano, Giuncugnano, Minucciano, Molazzana, Piazza al Serchio, Pieve Fosciana, San Romano in Garfagnana, Sillano, Vagli Sotto, Vergemoli, Villa Collemandina

### Giudice di pace di Lucca
Altopascio, Bagni di Lucca, Borgo a Mozzano, Camaiore, Capannori, Coreglia Antelminelli, Forte dei Marmi, Lucca, Massarosa, Montecarlo, Pescaglia, Pietrasanta, Porcari, Seravezza, Stazzema, Viareggio, Villa Basilica

## Tribunale di Pisa

### Giudice di pace di Pisa
Calci, Cascina, Crespina, Fauglia, Lorenzana, Orciano Pisano, Pisa, San Giuliano Terme, Santa Luce, Vecchiano, Vicopisano

### Giudice di pace di Pontedera
Bientina, Buti, Calcinaia, Capannoli, Casciana Terme Lari, Chianni, Lajatico, Palaia, Peccioli, Ponsacco, Pontedera, Santa Maria a Monte, Terricciola

### Giudice di pace di San Miniato
Castelfranco di Sotto, Montopoli in Val d'Arno, San Miniato, Santa Croce sull'Arno

### Giudice di pace di Volterra
Castelnuovo di Val di Cecina, Montecatini Val di Cecina, Pomarance, Volterra

## Tribunale di Pistoia

### Giudice di pace di Pistoia
Abetone, Agliana, Buggiano, Chiesina Uzzanese, Cutigliano, Lamporecchio, Larciano, Marliana, Massa e Cozzile, Monsummano Terme, Montale, Montecatini-Terme, Pescia, Pieve a Nievole, Pistoia, Piteglio, Ponte Buggianese, Quarrata, Sambuca Pistoiese, San Marcello Pistoiese, Serravalle Pistoiese, Uzzano

## Tribunale di Prato

### Giudice di pace di Prato
Calenzano, Cantagallo, Carmignano, Montemurlo, Poggio a Caiano, Prato, Vaiano, Vernio

## Tribunale di Siena

### Giudice di pace di Montepulciano
Abbadia San Salvatore, Castiglione d'Orcia, Cetona, Chianciano Terme, Chiusi, Montepulciano, Piancastagnaio, Pienza, Radicofani, San Casciano dei Bagni, San Quirico d'Orcia, Sarteano, Sinalunga, Torrita di Siena

### Giudice di pace di Siena
Asciano, Buonconvento, Casole d'Elsa, Castellina in Chianti, Castelnuovo Berardenga, Chiusdino, Colle di Val d'Elsa, Gaiole in Chianti, Montalcino, Monteriggioni, Monteroni d'Arbia, Monticiano, Murlo, Poggibonsi, Radda in Chianti, Radicondoli, Rapolano Terme, San Gimignano, San Giovanni d'Asso, Siena, Sovicille, Trequanda

## Altri organi giurisdizionali competenti per i comuni del distretto

### Sezioni specializzate
- Corti d’assise di Arezzo, Firenze, Grosseto, Livorno, Lucca, Pisa e Siena
- Corte d'assise d'appello di Firenze
- Sezioni specializzate in materia di impresa presso il Tribunale e la Corte d’appello di Firenze
- Tribunale regionale delle acque pubbliche di Firenze
- Sezione specializzata in materia di immigrazione, protezione internazionale e libera circolazione dei cittadini dell'Unione europea presso il Tribunale di Firenze

### Giustizia minorile
- Tribunale per i minorenni di Firenze
- Corte d’appello di Firenze, sezione per i minorenni

### Sorveglianza
- Ufficio di sorveglianza di Firenze, Livorno, Pisa e Siena
- Tribunale di sorveglianza di Firenze

### Giustizia tributaria
- Commissione tributaria provinciale (CTP): Arezzo, Firenze, Grosseto, Livorno, Lucca, Pisa, Pistoia, Prato e Siena
- Commissione tributaria regionale (CTR) Toscana, sede di Firenze e sezione staccata di Livorno

### Giustizia militare
- Tribunale militare di Roma
- Corte d’appello militare di Roma

### Giustizia contabile
- Corte dei Conti: Sezione Giurisdizionale per la regione Toscana, sezione regionale di controllo per la Toscana, Procura regionale presso la sezione giurisdizionale per la Toscana (Firenze)[6]

### Giustizia amministrativa
- Tribunale Amministrativo Regionale per la Toscana (Firenze) [7]

### Usi civici
- Commissariato per la liquidazione degli usi civici di Lazio, Toscana e Umbria, con sede a Roma